# Kí ức tập thể
Ký ức tập thể là một khối kiến thức và thông tin được chia sẻ chung trong ký ức của 2 hoặc nhiều thành viên của một nhóm xã hội. Triết gia và nhà xã hội học Maurice Halbwachs đã phân tích và đề xướng khái niệm ký ức tập thể trong cuốn sách La mémoire collective (1950). Ký ức tập thể có thể được chia sẻ, được chuyển tiếp, và kiến tạo bởi những nhóm xã hội lớn và nhỏ. Ví dụ về các nhóm này có thể là 1 chính phủ hoặc văn hóa quần chúng.

## Các công trình nghiên cứu tiên phong của Halbwachs
Maurice Halbwachs, nhà xã hội học người Pháp, là học trò của Henri Bergson và Émile Durkheim. Yếu tố quan trọng lưu giữ trong các tác phẩm của Halbwachs là sự xem xét về công cuộc nghiên cứu ký ức (mémoire), tiến hành khảo sát sự chú ý đến việc làm thế nào bối cảnh xã hội (contexte social) và nhóm thành viên (le groupe d'appartenance) thiết định nên phương cách qua đó các cá nhân hồi tưởng (mémorisent) và nhớ lại (remémorent) các sự kiện (événements), thay vì một nghiên cứu mang tính thông hiểu về các thuộc tính chủ quan của tinh thần (lập trường chủ quan/subjectiviste). Theo ông, rất khó để hình dung rằng ký ức có thể thực hiện chức năng bên ngoài một nhóm. Ông minh họa cho quan niệm này với ví dụ về những kỷ niệm ở trẻ em: theo ông, quả thực rất khó để phân biệt những yếu tố nào nơi ký ức của bọn trẻ là "chân thực" (authentiques) và nơi những gì mà chúng chịu ảnh hưởng thông qua gợi ý lẫn manh mối từ gia trình hay những người thân của chúng.
Halbwachs cũng đã quan tâm đến ký ức tập thể (la mémoire collective) như là những sự biểu trình tập thể (représentations collectives) theo nghĩa của Durkheim, thông qua các biểu tượng mang tính cộng đồng (les symboles publics) của một xã hội hay của một nhóm như những nghi lễ tưởng niệm (les rituels commémoratifs). Theo quan niệm này, ký ức của một nhóm đã kiến tạo nên những "đồ hình" (imagos), tuy nhiên, những đồ hình này không ở trong tâm trí của các cá nhân mà được gợi mở từ bên ngoài họ: nhóm xã hội cho phép các cá nhân tái kiến tạo những ký ức thông qua các câu chuyện (récits) và các biểu tượng (symboles) được chuyên chở (véhiculés) bởi các thể giả lập mang tính xã hội (artefacts sociaux).
Vì thế, các tác phẩm của Halbwachs dẫn đến việc phân biệt về các loại hình khác nhau của ký ức. Ký ức tiểu sử (la mémoire autobiographique) hoàn toàn mang tính cá nhân và nhắm đến ký ức của một người về các sự kiện mà chính anh ta đã kinh nghiệm được; ngược lại là ký ức lịch sử (la mémoire historique) nhắm đến những ký ức về các sự kiện mà các cá nhân đã không sống trải chúng nhưng chỉ được biết đến chúng thông qua bối cảnh xã hội (contexte social). Halbwachs cũng đề nghị phân biệt lịch sử của ký ức tập thể. Theo ông, lịch sử là "một ký ức chết" (une mémoire morte) mà trước đó đã gây ảnh hưởng trực tiếp lên căn cước (l'identité) của nhóm trong khi ký ức tập thể lại thể hiện ký ức ảnh hưởng lên căn cước hiện thời (l'identité actuelle) của nhóm và do đó kiến tạo căn cước cho chính nhóm ấy.
Theo Jeffrey K. Olick, trong tác phẩm của Halbwachs có hai quan niệm riêng biệt về ký ức tập thể mà ông không kết hợp và trình bày trong một hệ hình nhất quán (un paradigme cohérent). Một mặt, nếu Halbwachs quan tâm đến cách thức mà một nhóm ảnh hưởng lên ký ức của cá nhân, ông khẳng định rằng nó luôn có ở mỗi cá nhân khi người đó hồi tưởng lại (rappellent): trong một sự phân tích kỳ cùng thì nó là tinh thần của các thành viên của nhóm hội lại nơi ký ức tập thể. Mặt khác, ông cho rằng "tự bản thân mỗi nhóm phải được xem như là có khả năng nhớ lại"; vì thế đầy là lối tiếp cận triệt để hơn về tập thể mà ở đó ký ức tập thể của một nhóm không thể quy giản thành ký ức của các thành viên. Olick cho rằng "sức ép chưa được giải quyết" (tension irrésolue) giữa chủ nghĩa cá nhân (individualisme) và chủ nghĩa tập thể (collectivisme) trong tác phẩm của Halbwachs đã mang lại sự xuất hiện của "hai dòng văn hóa" trong các tác phẩm hiện nay bàn về ký ức tập thể: một đằng thai nghén chủ nghĩa cá nhân phương pháp luận (l'individualisme méthodologique) trong khi các tác giả khác lại xem xét vấn đề mang tính chỉnh thể luận (holiste) hơn. Ở cấp độ khác niệm, James V. Wertsch đề nghị cái tên "lối giải thích mạnh" (version forte) cho việc vén mở về ký ức tập thể theo đó nhóm sẽ có một ký ức tự thân, vượt khỏi ký ức của các thành viên; trong khi đó thì "lối giải thích phân phối" (version distribuée) nhắm đến một sự giải thích rằng các thành viên của nhóm cùng chia sẻ một biểu trình của quá khứ (une représentation du passé).